# Movado
Movado je americký výrobce hodinek. V roce 2023 uvádí 1457 zaměstnanců a celková aktiva ve výši 788 milionů dolarů.
Firma vznikla roku 1881 ve švýcarském La Chaux-de-Fonds jako hodinářský podnik židovské rodiny Ditesheimovy. Roku 1905 přijala název Movado, což v esperantu znamená „stále v pohybu“. Z esperanta pocházejí také názvy některých modelů firmy jako Bela („krásná“), Fiero („hrdost“) nebo Brila („zářící“). Movado patřilo k průkopníkům elektricky poháněných hodinových strojků, roku 1935 uvedlo na trh první vodotěsné hodinky a v roce 1946 první hodinky s kalendářem. Roku 1983 se společnost stala majetkem Gedalia Grinberga a jako Movado Group přesídlila do města Paramus v americkém státě New Jersey. Do portfolia Movado Group patří také značky Concord Watch, MVMT a Ebel.
Hodinky Ermeto byly oceněny na Mezinárodní výstavě v Barceloně 1929 a požíval je král Eduard VIII. Známým výrobkem jsou také hodinky Museum Watch, které navrhl v roce 1947 designér Nathan George Horwitt a použil minimalisticky pojatý černý ciferník s ikonickou kovovou tečkou na dvanáctce. Staly se prvními hodinkami vystavenými v newyorském Muzeu moderního umění.
Hodinky Movado jako symbol luxusu zmiňuje Ota Pavel v knize Smrt krásných srnců.